# Alex Assanvo
Vous venez d’apposer le modèle de débat d'admissibilité.
Avant toute chose, veuillez créer la page de débat correspondante en cliquant ici.
- Une fois la page de vote initialisée, rafraîchissez cette page, et le bandeau prendra son aspect définitif.
- Si votre débat d'admissibilité est groupé (le motif et l’argumentation doivent être les mêmes), modifiez cette page pour ajouter au modèle le paramètre « cat » suivi du nom de la page de discussion de l’article pour lequel la page de débat existe déjà (ex. : cat=Discussion:Nom_de_l'autre_article). Ensuite, suivez les nouvelles instructions qui apparaissent.
- Vous pouvez également utiliser le paramètre « type » pour faciliter l’accès aux critères d’admissibilité. Exemple : {{suppression|type=mot-clé}}. Liste des mots-clés existants : fiction, musique, art visuel, fanzine, jeu de société, porno, sportif, association, enseignement, société, site web, route, nombre, (Liste complète ici).

| 1. | Créez la page de débat d'admissibilité.                                                                      | Sauvegardez d’abord la page pour l’initialiser puis indiquez votre motivation.      |
| 2. | Important : ajoutez une entrée dans la section Débat d'admissibilité du jour.                                | Utilisez ce texte : *{{L\|Alex Assanvo}}                                            |
| 3. | Pensez à informer les contributeurs principaux de la page et les projets associés lorsque cela est possible. | Utilisez ce texte : {{subst:Avertissement débat d'admissibilité\|Alex Assanvo}}~~~~ |

 (février 2025).
Alex Arnaud Assanvo est un expert ivoirien du secteur du cacao et du chocolat, reconnu pour son engagement en faveur d'une rémunération équitable des producteurs et de la durabilité de la filière. Depuis janvier 2021, il occupe le poste de Secrétaire Exécutif de l'Initiative Cacao Côte d’Ivoire-Ghana (ICCIG], une organisation régionale stratégique basée à Accra, au Ghana. Il est le tout premier à occuper cette fonction, coordonnant les actions des deux plus grands producteurs mondiaux de cacao, la Côte d’Ivoire et le Ghana, visant à renforcer le pouvoir des pays producteurs face aux multinationales du secteur.

## Formation
Alex Assanvo étudie les sciences politiques et la géographie économique à l'Université Philipps de Marbourg en Allemagne, où il obtient son diplôme en 2002. Il poursuit ses études en France, ou il obtient un Master en commerce international à l'École des hautes études internationales et politiques en 2006.

## Carrière
La carrière d'Alex Assanvo débute en 2002 au sein de la GIZ (Agence allemande de coopération internationale pour le développement), où il travaille comme expert en développement rural à Dakar, au Sénégal, jusqu'en 2006. Cette mission lui permet également d'effectuer des missions de courte durée en Guinée, Guinée-Bissau, Bénin, Sierra Leone, Côte d'Ivoire, Burkina Faso, Mali et Togo. Il a dirigé les programmes multilatéraux de mobilisation des ressources pour les opérations de secours en Afrique de l'Ouest, en partenariat avec des institutions telles que la Banque africaine de développement (BAD), la Banque mondiale et les fonds des Nations Unies. Il a également servi de lien entre les agents de terrain et le siège de la GIZ à Eschborn, en Allemagne.
Il rejoint ensuite Fairtrade Labelling International (FLO) en Allemagne, où il devient responsable pour l'Afrique, en charge des filières cacao et coton, jouant un rôle clé dans la promotion du commerce équitable sur le continent africain.
En 2011, il intègre Kraft Foods (devenu Mondelēz International) en Allemagne, où il occupe le poste de responsable du développement durable du cacao. De 2013 à 2020, il poursuit sa carrière chez Mars Wrigley à Bruxelles en tant que Directeur des affaires publiques et du développement durable, supervisant les initiatives liées à la durabilité dans l'industrie chocolatière mondiale

### Rôle à l'Initiative Cacao Côte d’Ivoire-Ghana
En janvier 2021, Alex Assanvo devient le premier Secrétaire Exécutif de l’Initiative Cacao Côte d’Ivoire-Ghana (ICCIG). Cette initiative est née en 2018 d'une volonté commune des présidents de la Côte d'Ivoire et du Ghana de défendre les intérêts des producteurs face aux grandes multinationales du secteur.
Sous son leadership, l’ICCIG a instauré le Différentiel de Revenu Décent (DRD), une prime de 400 dollars par tonne de cacao, visant à garantir un revenu minimum aux producteurs. Il a également œuvré pour la mise en place de systèmes nationaux de traçabilité des fèves de cacao, renforçant ainsi la transparence sur toute la chaîne de commercialisation.
Assanvo a également piloté des initiatives en faveur du développement durable, en luttant contre la déforestation et le travail des enfants dans les plantations de cacao. Il a engagé des discussions pour intégrer d'autres pays producteurs africains, tels que le Cameroun et le Nigeria, à cette initiative stratégique.

### Engagements internationaux
Alex Assanvo a également exercé des fonctions au sein de la CAOBISCO (Association des industries européennes du chocolat), en tant que président de la commission du développement durable. Son expertise l'a amené à participer à des négociations internationales pour défendre les intérêts des producteurs de cacao, en particulier auprès des institutions européennes.

### Réalisations
- Mise en place du Différentiel de Revenu Décent (DRD) avec un prix plancher de 400 dollars par tonne[2].
- Renforcement des systèmes de traçabilité des fèves de cacao en Côte d’Ivoire et au Ghana.
- Promotion de la collaboration entre la Côte d’Ivoire et le Ghana pour harmoniser leurs politiques de vente.
- Initiatives de lutte contre le travail des enfants et la déforestation.
- Discussions pour intégrer le Cameroun et le Nigeria à l'ICCIG[3].

## Prises de positions
Assanvo est un fervent défenseur de la transformation locale du cacao en Afrique. Il promeut l'utilisation de la Zone de libre-échange continentale africaine (ZLECAf) comme levier stratégique pour renforcer l'industrie du cacao sur le continent.
Son action vise à garantir une rémunération juste aux producteurs, à renforcer la durabilité environnementale et à encourager l'industrialisation locale. Il milite également pour l'adaptation de la cacaoculture aux effets du changement climatique et la lutte contre les maladies telles que le Swollen Shoot.